# Isabelle Nazare-Aga
Isabelle Nazare-Aga, née le 30 décembre 1963 à Paris, est une thérapeute cognitivo-comportementaliste française et auteure de plusieurs livres de psychologie.

## Biographie
Isabelle Nazare-Aga est née à Paris le 30 décembre 1963. Son nom est d'origine perse par son arrière-arrière grand-père Général Yemin Nazare-Aga Khan (ambassadeur de Perse en France pendant 32 ans, décédé en 1913). Sa mère, retraitée, était kinésithérapeute, formée aux psychothérapies émotionnelles et à la sophrologie.
Elle passe son bac scientifique à 16 ans puis entre à la faculté de médecine de la Pitié-Salpêtrière pour devenir psychomotricienne D.E. 
Elle suit parallèlement des études de thérapie comportementale et cognitive.
Elle est certifiée en sophrologie et en programmation neuro-linguistique (PNL).
Depuis 1990, elle exerce en cabinet libéral à Paris, qu'elle a quitté mi-2016 pour Cannes. Elle a été spécialisée dans la thérapie de groupes d'affirmation et d'estime de soi.
En 1997, elle reprend les études en faculté de médecine pour préparer le diplôme universitaire de stress et traumatismes majeurs (victimologie).
Elle publie des ouvrages sur les manipulateurs (appelés pervers narcissiques par ailleurs). Dans ses ouvrages, elle décrit leur fonctionnement et leurs relations en général, en couple, en famille et au travail,,,,.
Elle anime des conférences et des stages où elle donne des conseils pour faire face aux manipulateurs.

## Les 30 caractéristiques d'un manipulateur
Dans son ouvrage, Les manipulateurs sont parmi nous, elle dresse la liste des 30 critères du manipulateur, dont elle considère que si 14 de ces critères sont décelés chez une personne, cette dernière est une manipulatrice, qui présente les signes de la perversion narcissique.

## Ouvrages
- Les manipulateurs sont parmi nous, Montréal, 1997[1].
- Les Manipulateurs et l’Amour, Montréal, Éditions de l'Homme, 2000[1].
- Approcher les autres, est-ce si difficile ?, Montréal, Éditions de l'Homme, 2004 - Pocket, 2009.
- Je suis comme je suis, connaissez-vous vraiment vos valeurs personnelles ?, Montréal, Éditions de l'Homme, 2008.
- Les parents manipulateurs, Montréal, Éditions de l'Homme, 2014[1].  (ISBN 2761938836)
- Sortez de votre coquille !, Montréal, Éditions de l'Homme, 2015.
- Coffret de cartes de contre-manipulations: Les manipulateurs sont parmi nous, Montréal, Éditions de l'Homme, 2020
- Les manipulateurs sont parmi nous - 4ème édition, Montréal, Éditions de l'Homme, 2020.
- Les manipulateurs sont parmi nous - VERSION ILLUSTRÉE, Montréal, Éditions de l'Homme, 2021.